# El Pinar (Reus)
El Pinar és una urbanització entre els termes municipals de Reus i Castellvell del Camp, al Baix Camp. Està formada per uns 250 xalets unifamiliars aïllats i amb jardí, normalment d'uns 800 metres quadrats cadascun. S'hi accedeix amb vehicle per la carretera de Reus a Castellvell. Hi ha un altre accés que porta a la urbanització Sant Joan.

## Història
No se sap que hi hagués hagut mai cap pinar, i sembla que el nom hagi estat inventat pels promotors de la parcel·lació, els senyors Vilalta i Constantí. Es va iniciar cap als anys 1965-1970 com a zona residencial d'un cert luxe. Ocupa les terres que eren del mas de Cabalet i del mas de Colom, a la partida de les Tries, entre la carretera de Castellvell, el començament del barranc dels Cinc Ponts i la riera del Roquís o de Castellvell. El travessa l'antic camí de Reus a Castellvell, que al passar per la urbanització es converteix en carrer.
Des de gairebé la seva fundació, els veïns denuncien el incompliment dels diferents grups polítics pel soterrament de la línia elèctrica d'alta tensió al seu pas per l’avinguda de les Torres. Aquesta via, d'uns 20 metres d'amplada, és resseguida per diverses torres d'alta tensió i cablejat de distribució d'electricitat.